# Гефенслебен
Гефенслебен (нем. Gevensleben) — община в Германии, в земле Нижняя Саксония.
Входит в состав района Хельмштедт. Подчиняется управлению Хезеберг. Население составляет 689 человек (на 31 декабря 2010 года). Занимает площадь 15,14 км².
Коммуна подразделяется на 2 сельских округа.
| Год  | Население |
| ---- | --------- |
| 1990 | 773       |
| 1995 | 792       |
| 2000 | 796       |
| 2005 | 750       |
| 2010 | 701       |